# Зубово-Полянский лесоучасток
Зубово-Полянский лесоучасток — посёлок в Зубово-Полянском районе Мордовии России. Входит в состав Зубово-Полянского городского поселения.

## История
Основан в 1932 году переселенцами из села Зубова Поляна.

## Население
| 2002 | 2010 |
| ---- | ---- |
| 85   | ↘71  |

Национальный состав
Согласно результатам Всероссийской переписи населения 2002 года, в национальной структуре населения мордва-мокша составляли 76 %.